# Peaceful Valley
Peaceful Valley je obec v okrese Whatcom v americkém státě Washington. Při sčítání lidu v roce 2021 zde žilo 2715 obyvatel, z nichž 88 % tvořili běloši, 2 % původní obyvatelé a 1 % Asiaté. 8 % obyvatel bylo hispánského původu, 24 % obyvatelstva pak uvedlo ruštinu jako svůj první jazyk. Rozloha obce činí 44 km².